# Сухопутна військова техніка Ізраїлю
Сухопутні війська Армії оборони Ізраїлю мають на озброєнні різну військову техніку як місцевого, і зарубіжного виробництва.

## Бронетехніка
| Тип                     | Зображення | Виробництво              | Призначення                                | Кількість | Примітки                                  |
| Танки                   | Танки      | Танки                    | Танки                                      | Танки     | Танки                                     |
| ----------------------- | ---------- | ------------------------ | ------------------------------------------ | --------- | ----------------------------------------- |
| Меркава 4               |            | Ізраїль                  | Основний бойовий танк                      | 400       |                                           |
| Меркава 3               |            | Ізраїль                  | Основний бойовий танк                      | 700       |                                           |
| Бронетранспортери (БТР) |            |                          |                                            |           |                                           |
| M113A2                  |            | США                      | Бронетранспортер                           | 500       |                                           |
| Намер                   |            | Ізраїль                  | Бронетранспортер                           | 200       |                                           |
| Ахзарит                 |            | Ізраїль                  | Бронетранспортер                           | 200       | Побудований на базі танка Т-54            |
| Нагмахон                |            | Ізраїль                  | Бронетранспортер                           | 400       | Побудований на базі танкаCenturion (танк) |
| Накпадон                |            | Ізраїль                  | Бронетранспортер                           | н/д       | Побудований на базі танкаCenturion (танк) |
| Накпума                 |            | Велика Британія/ Ізраїль | Бронетранспортер                           | н/д       | Побудований на базі танкаCenturion (танк) |
| TPz-1 Fuchs NBC         |            | Німеччина                | розвідувальна машина РХБЗ                  | 8         |                                           |
| Броньовані авто         |            |                          |                                            |           |                                           |
| Ze’ev                   |            | Ізраїль                  | Бойова розвідувальна машина                | 100       |                                           |
| RBY-1 RAMTA             |            | Ізраїль                  | Бойова розвідувальна машина                | 300       |                                           |
| AIL Storm               |            | Ізраїль                  | Багатофункціональний бронований автомобіль | 700       |                                           |
| HMMWV                   |            | США                      | Багатофункціональний бронований автомобіль | 2,000+    |                                           |
| MDT David               |            | Велика Британія Ізраїль  | Багатофункціональний бронований автомобіль | 400       | Побудований на базі Land Rover Defender   |
| Plasan Sand Cat         |            | Ізраїль                  | Багатофункціональний бронований автомобіль | 79        |                                           |
| Otokar Akrep            |            | Туреччина                | Багатофункціональний бронований автомобіль | 30        |                                           |

## Автомобілі
| Тип           | Зображення | Виробництво   | Призначення     | Кількість  | Примітки   |
| Вантажівки    | Вантажівки | Вантажівки    | Вантажівки      | Вантажівки | Вантажівки |
| ------------- | ---------- | ------------- | --------------- | ---------- | ---------- |
| FMTV          |            | США           | Вантажівка      | 200+       |            |
| HEMTT         |            | США           | Вантажівка 8×8  | н/д        |            |
| AIL Abir      |            | Ізраїль       | Вантажівка 4×4  | н/д        |            |
| M35           |            | США           | Вантажівка 8×12 | н/д        |            |
| Unimog 437    |            | Німеччина     | Вантажівка      | н/д        |            |
| Позашляховики |            |               |                 |            |            |
| Ford F150     |            | США           | Позашляховик    | 300+       |            |
| Jeep Wrangler |            | США / Ізраїль | Позашляховик    | н/д        |            |

## Артилерія та тактичні ракетні комплекси
| M109A5                     |  | США           | 155-мм самохідна артилерійська установка | 250      |  |
| 81-мм міномет на шасі М113 |  | Ізраїль / США | 81-мм самохідний міномет                 | 250      |  |
| M270 MLRS                  |  | США           | 220-мм реактивна система залпового вогню | 30       |  |
| EXTRA (Lynx)               |  | Ізраїль       | 306-мм реактивна система залпового вогню | н/д [10] |  |

## Протитанкова зброя
| Тип    | Зображення | Виробництво | Призначення     | Кількість | Примітки                              |
| ------ | ---------- | ----------- | --------------- | --------- | ------------------------------------- |
| Спайк  |            | Ізраїль     | ПТРК            | н/д       | Використовуються шасі М113 та Magach. |
| Перех  |            | Ізраїль     | Самохідний ПТРК | н/д       |                                       |
| Tamuz  |            | Ізраїль     | Самохідний ПТРК | н/д       |                                       |
| MAPATS |            | Ізраїль     | ПТРК            | н/д       |                                       |

## Засоби протиповітряної оборони
| Machbet        |  | Ізраїль / США | Зенітна самохідна установка           | 20  |  |
| FIM-92 Stinger |  | США           | Переносний зенітний ракетний комплекс | н/д |  |

## Дрони
| Тип                         | Зображення | Виробництво | Призначення   | Кількість | Примітки         |
| --------------------------- | ---------- | ----------- | ------------- | --------- | ---------------- |
| Skylark-1 (Рохєв Шамаїм-10) |            | Ізраїль     | Тактичний БЛА | н/д       | Батальйонний БЛА |
| Skylark-3 (Рохєв Шамаїм-20) |            | Ізраїль     | Тактичний БЛА | н/д       | Бригадний БЛА    |
| Hermes 450                  |            | Ізраїль     | БЛА           | н/д       | Дивізіонний БЛА  |
| Seagull                     |            | Ізраїль     | Тактичний БЛА | н/д       |                  |
| IAI Harpy                   |            | Ізраїль     | Ударний БПЛА  | н/д       |                  |
| Цор                         |            | Ізраїль     | Мультикоптер  | н/д       |                  |
| DJI Phantom                 |            | КНР         | Мультикоптер  | н/д       |                  |
| Sky Rider                   |            | Ізраїль     | Мультикоптер  | н/д       |                  |
| Sentinel G2                 |            | Ізраїль     | Мультикоптер  | н/д       |                  |
| Probot                      |            | Ізраїль     | Наземний дрон | н/д       |                  |

## Засоби управління, розвідки та цілевказівки
| Матан                |  | Ізраїль | Система спостереження великої дальності   | н/д |  |
| Аміт                 |  | Ізраїль | Система спостереження середньої дальності | н/д |  |
| Ghost                |  | Ізраїль | Розвідувальний безпілотник                | н/д |  |
| Агаф ха-тікшув       |  | Ізраїль | Система супутникового зв'язку             | н/д |  |
| Elsat 2100           |  | Ізраїль | Система супутникового зв'язку             | н/д |  |
| AN/PPS-15            |  | Ізраїль | Машина керування вогнем артилерії         | н/д |  |
| AN/TPQ-37 Firefinder |  | США     | Машина керування вогнем артилерії         | н/д |  |
| EL/M-2140            |  | Ізраїль | РЛС наземної розвідки                     | н/д |  |
| Racoon               |  | Ізраїль | Тактичний розвідувальний автомобіль       | н/д |  |
| Granite              |  | Ізраїль | Тактичний розвідувальний автомобіль       | н/д |  |

## Інженерна техніка
| Caterpillar D9R  |  | США     | Бульдозер                              | н/д |  |
| Caterpillar 14G  |  | США     | Грейдер                                | н/д |  |
| Caterpillar 349Е |  | США     | Гусеничний одноковшовий екскаватор     | н/д |  |
| Caterpillar 966G |  | США     | Бульдозер-навантажувач                 | н/д |  |
| ТАВ-12           |  | Ізраїль | Механізований міст                     | н/д |  |
| Яад              |  | Ізраїль | Механізований міст                     | н/д |  |
| Puma             |  | Ізраїль | Бойова машина інженерних військ        | н/д |  |
| M88A1            |  | США     | Броньована ремонтно-евакуаційна машина | н/д |  |
| M113 ARV         |  | США     | Броньована ремонтно-евакуаційна машина | н/д |  |
| МТУ              |  | СРСР    | Містоукладач                           | н/д |  |